# شیطان هم می‌گرید ۳: بیداری دانته
شیطان هم می‌گرید ۳: بیداری دانته (به انگلیسی: Devil May Cry 3: Dante's Awakening) (دِویل مِی کِرای) عنوان یک بازی‌های ویدئویی به سبک اکشن-ماجراجویی و هک اند اسلش است که توسط استودیوی شماره ۱ کپ‌کام توسعه یافته، و به وسیلهٔ شرکت کپ‌کام انتشار یافته‌است. این بازی در سال ۲۰۰۵ برای پلی‌استیشن ۲ و در سال ۲۰۰۶ برای مایکروسافت ویندوز به بازار عرضه شد و داستان آن قبل از نخستین قسمت شیطان هم می‌گرید در این مجموعه اتفاق می‌افتد.
بازی در زمان کنونی در یک برج جادویی به نام تمن-نی-گرو اتفاق می‌افتد. این بازی حول فردی به نام دانته و برادرش ورژیل می‌گردد و اتفاقات بازی از آنجایی آغاز می‌شود که دانته سازمانی به نام شیطان هم می‌گرید را باز می‌کند.
و قبل از اینکه انرژی نهان حالت شیطانی که دانته به ارث برده‌است به انتها نرسیده‌است.
همراه با نسخه‌های اول، دوم و شیطان هم می‌گرید ۳: نسخه ویژه، این بازی یکبار دیگر در قالب عنوان «مجموعه اچ‌دی شیطان هم می‌گرید» در تاریخ ۳ آوریل ۲۰۱۲، برای کنسول‌های پلی‌استیشن ۳ و ایکس‌باکس ۳۶۰ عرضه شد. مجموعه اچ‌دی بعدها در ۱۳ مارس ۲۰۱۸، برای مایکروسافت ویندوز، پلی‌استیشن ۴، و ایکس‌باکس وان منتشر شد. بعد از انتشار این بازی انتقاد زیادی به آن به علت سختی زیاد وارد شد و در سال ۲۰۰۵ یک مانگا از روی آن در ژاپن ساخته شد.

## روند بازی
در این بازی، بازیکن نقش دانته را بازی می‌کند و اگر بازی را بتواند تمام کند آن وقت می‌تواند در نقش ویرژیل هم بازی کند. در این بازی به‌طور منحصربه‌فرد به‌طور هم‌زمان می‌توان هم از شمشیر استفاده کرد و هم تفنگ در این بازی کمبوها (حرکات زنجیره‌ای) وجود ندارد و بسته به نوع ضربه زدن یک نوع جدید به وجود می‌آید در نتیجه هیچ بازیکنی یک غول را دو بار به یک شکل نمی‌کشد. گیم‌پلی در دویل می‌کرای ۳ شامل مرحله‌هایی به نام مأموریت‌ها که بازیکن باید با دشمنان بیشماری مبارزه کرده، انجام حرکات پرشی و گهگاهی حل معماها برای جلو رفتن در خط داستانی بازی انجام دهد. کارها و نمایش‌ها در هر مأموریت با رتبه D در پایینترین درجه و در زیره C و B و A و بالاترین رتبه شامل S و SS است که نیاز به سخترین کوشش‌ها را دارد. این رتبه‌ها براساس مدت زمان به پایان رساندن هر مأموریت، جمع‌آوری گوی‌های قرمز(که در بازی با شکست دادن دشمنان بدست می‌آید)، مبارزات دیدنی و زیبا، استفاده از آیتم‌ها و زیان دیدن یا جان کم شدن می‌باشد.
مبارزات دیدنی و زیبا به معنی اجرا کردن یک سری فن‌های مختلف پشت سر هم بدون شکسته شدن ضربه، در حالی که شما هم متحمل ضربه‌ای نشوید، به وسیلهٔ مقیاس سنجی که بر روی صفحه قرار دارد محاسبه می‌شود. هرچه بازیکن مدت بیشتری ضربه بزند و این ضربات بدون تکرار تکنیک‌ها باشد و همچنین از ضربه دیدن بگریزد درجه آن بالاتر می‌رود. این مقیاس بدون درجه شروع شده و بعد از زدن حده اقل چندین ضربه بالا رفته و به حده اکثر SS مبارزات دیدنی و زیبا "SSStylish" می‌رسد؛ اگر بازیکن ضربه‌ای دریافت کند، این سبک درجه‌بندی شروع دوباره پیدا می‌کند. سیستم مبارزه‌ای بازی، به بازیکن اجازه می‌دهد با هر اسلحه‌ای که تعداد ضربات منحصر به خود را دارد حرکات را به صورت زنجیره‌ای به هم مربوط سازد. اگرچه بازی بر روی مبارزات پرخاشگرانه نزدیک به هم متمرکز است، بازیکن باید از استراتژی خاصی برای مقابله با دشمنان استفاده نماید که در مبارزات از هوش مصنوعی بالایی برخوردار هستند و به بعضی از رخدادها واکنش نشان می‌دهند.
قابلیت ماشه شیطان به بازیکن این اجازه را می‌دهد که شخصیت را به ظاهری شیطانی تبدیل کند. این قابلیت ظاهر شخصیت را تغییر داده، حمله و دفاع را افزایش می‌دهد، به کندی جان او را بازیافت می‌کند و حملهٔ ویژه را فعال می‌سازد. ماشه شیطانی تا زمانی که انرژی درون مقیاس ماشه وجود دارد، دوام پیدا می‌کند و دوباره با حمله و کشتن دشمنان پر می‌شود و هنگام استفاده و تغییر شکل یا قابلیت‌های دیگری که از طریق ماشه به دست می‌آید کاهش می‌یابد. ماشه شیطانی برای دانته در دسترس نخواهد بود تا وقتی که یک سوم بازی را پشت سر بگذارید، در حالی که ویرژیل (که در نسخه ویژه قابل انتخاب است) از نخست دارای این قابلیت است.
تفاوت عمده بین نسخه قبلی شیطان هم می‌گرید در روش مبارزات آن است که به بازیکن این اجازه را می‌دهد که یکی از شش روش مبارزه همراه با تکنیک‌های ویژه مرتبط با سبک خود را انتخاب کند. انتخاب سبک مبارزه در ابتدای هر مرحله، همچنین در بین بازی در زمان نقطه مقابله (یا چک پوینت) صورت می‌گیرد. سبک‌های موجود مبارزه شامل: حقه بازی برای چابکی و جاخالی دادن؛ استاد شمشیرزن با قابلیت‌های اضافی برای شمشیرها و دیگر سلاح‌های سرد؛ تفنگدار که تکنیک‌های بیشماری برای سلاح‌های گرم دارد؛ گارد سلطنتی که به بازیکن اجازهٔ دفع حملات دشمن را می‌دهد؛ جیوه که دشمنان را آهسته کرده درحالی که ضربات شخصیت در سرعت طبیعی صورت می‌گیرد و روح دوگانه که از او سایه‌ای خلق می‌کند و در کنار دانته به مبارزه می‌پردازد. نفره دیگری به عنوان بازیکن دوم با زدن کلید استارت می‌تواند کنترل سایه را به عهده بگیرد. در نسخه ویژه شیطان هم می‌گرید ۳، ویرژیل یک سبک مبارزه با نام قاتل تاریک دارد که تکنیکی شبیه به روش حقه بازی دانته دارد.

## داستان
در این داستان شخصیت اصلی دانته است و نبرد بین دو برادر به نام‌های ویرژیل و دانته است. در طول بازی داستان آن‌ها نقل می‌شود که دانته و ویرژیل هر دو پسر اسپاردا هستند. اسپاردا یک شیطان است که با یک انسان زن ازدواج می‌کند و دانته و ویرژیل دو پسر اسپاردا هستند. داستان از این قرار است که اسپاردا با قدرت خاصی که داشت دروازه بین دنیای شیطان‌ها و انسان‌ها را بسته و شمشیر خود را که اگر هرکس آن را داشته باشه قدرت زیادی پیدا می‌کند در دنیای شیطان گذاشته و تنها راه بازکردن این دروازه داشتن دو گردنبندی است که دانته و ورجیل همراه خود دارند و همچنین جاری شدن خون هردی آن‌ها. ویرژیل فرزند ناخلف اسپاردا است و به وسیله فردی که با کشتن همسر خود به شیطان تبدیل شده سعی می‌کند دروازه را باز کند، در این راه دانته که فرزند خلف است، جلوی برادر خود می‌ایستد. در این بازی دختر آن مرد شیطانی هم شرکت دارد و سعی دارد پدر خود را نجات دهد اما در وسط بازی خسته شده و از دانته قول گرفته بقیه کار را به او می‌سپارد. آن مرد شیطانی از دعوای دو برادر استفاده و شمشیر اسپاردا را برمی‌دارد و قدرت اسپاردا را کسب می‌کند اما برای اولین بار دو برادر باهم حساب آن را رسیده و از دروازه به بیرون پرت می‌کنند. بعد از آن ویرژیل که شمشیر پدرش را برمی‌دارد با دانته مبارزه و دانته او را شکست می‌دهد. در انتهای مبارزه دروازه شروع به بسته شدن می‌کند و ویرژیل می‌گوید اینجا خانه پدرم بوده پس من هم اینجا می‌مانم سپس ویرژیل در آنجا زندانی و دانته بیرون می‌آید. در دمو آخر دانته از این کار برادرش گریه می‌کند و این‌گونه می‌شود که شیطان هم می‌تواند گریه کند.

## پیشرفت‌های بازی

طراحی ماشه شیطانی دانته برای بازی توسط کازوما کانِکو

به دنبال موفقیت‌های نسخه دویل می‌کرای ۲، کپ‌کام تصمیم به ساختن دویل می‌کرای ۳ به همان روش و نزدیک به نسخه‌های موفق قبلی خود گرفت. در عناصر گیم‌پلی شامل اندازهٔ محیط‌ها، اطراف و موتور مبارزات بازی تجدید نظر شد. انتقادهای دیگری به دویل می‌کرای ۲، مانند شخصیت‌پردازی دانته و درجهٔ سختی بازی، بیشتر از نسخه‌های قبلی مدنظر گرفته شدند.
ساخت بازی توسط استودیوی شماره ۱ کپ‌کام، همان استودیوی سازنده دویل می‌کرای ۲ صورت گرفت. برطبق مصاحبه‌ای که قبل از انتشار بازی با سازندهٔ آن یعنی «Tsuyoshi Tanaka» صورت گرفت، نیروی موتور طراحی بازی روش مبارزات جدیدی را خلق می‌کند و به بازیکن اجازه کنترل سلاح‌های خود در سبک‌های جدید و مختلف را می‌دهد. بر طبق گفته‌های تاناکا، آن درجهٔ سختی در دویل می‌کرای ۲ بسیار کم شده بود تا مخاطب‌های بیشتری را در بازار ژاپن کسب کند، اما این حرکت باعث از دست رفتن پشتیبانی از بازی در سایر بازارها می‌شد. برای مقابله با این وضعیت نسخه دویل می‌کرای ۳ منتشر شده در ژاپن دارای درجه سختی کمتری نسبت به نسخه‌های انتشار یافته در آمریکای شمالی و اروپا دارا بود. رفتار و حالت‌های دانته، جوان‌تر و خودبینانه تر از نسخه‌های پیشین خود بود. کپ‌کام همچنین نسخهٔ دومی از بازی با نام نسخه ویژه ساخت، که در ۲۴ ژانویه ۲۰۰۶ در آمریکای شمالی منتشر شد. نسخهٔ رایانه شخصی دویل می‌کرای ۳ تغییرات کوچکی در گرافیک آن ایجاد شده بود و توسط سورس نکست ساخته شده و یوبی‌سافت آن را در ۲۸ ژوئن ۲۰۰۶ در اروپا و ۱۶ اکتبر ۲۰۰۶ در آمریکای شمالی منتشر کرد.
شکل ماشه شیطان برای دانته و ویرژیل توسط کازوما کانِکو که در گذشته بر روی کارهایی همچون زون آو دِاِندرز: دومین دونده، شین مگامی تنسی و پرسونا کار کرده‌بود، طراحی شده‌بود.

## بازتاب‌ها
| گردآورنده  | امتیاز |
| ---------- | ------ |
| گیم‌رنکینگز | ۸۴٫۱۱٪ |
| متاکریتیک  | ۸۴/۱۰۰ |

| ناشر         | امتیاز    |
| ------------ | --------- |
| وان‌آپ.کام    | ۹/۱۰      |
| یوروگیمر     | ۸/۱۰      |
| گیم اینفورمر | ۹/۱۰      |
| گیم‌پرو       | [ ۲۷ ]    |
| گیم‌اسپات     | ۸٫۶/۱۰    |
| گیم‌اسپای     | 4/5 ستاره |
| گیم‌تریلرز    | ۹/۱۰      |
| آی‌جی‌ان       | ۹٫۶/۱۰    |

این بازی فروش موفقیت‌آمیزی داشت به‌طوری‌که در هفته اول فروش در رده هشتم بازی‌های پر فروش ژاپن قرار گرفت و در کل دنیا ۱٬۳۰۰٬۰۰۰ نسخه فروش رفت متاکریتیک به آن نمره ۸۴ از ۱۰۰ را داد و گیم‌رنکینگز ۸۴٫۱۱٪ مجلهٔ گیم اینفورمر آن را جزو پنجاه بازی برتر سال ۲۰۰۵ قرار داد و به نسخه ویژه آن جایزه بهترین بازی ماه را نیز اعطا کرد
نقدها معمولاً بازی را به خاطر برطرف مشکلات نسخه‌های قبلی، داستان، تنظیمات شخصی‌سازی، گیم‌پلی و موتور بهتر تحسین می‌کردند. روش جنگیدن دانته مشابه بازی‌هایی همچون نینجا گایدن و شاهزاده ایرانی بود. کنترل بازیکن و دوربین بازی در نقدها خوب توصیف شده‌است.
اگرچه به خاطر تفاوت درجه سختی بازی بین انتشار در آمریکا و ژاپن از بازی ایراد گرفتند اما در مجموع امتیاز خوبی گرفت. نقدها نشان می‌داد که درجه سختی سخت در ژاپن برابر درجه سختی معمولی در نسخه ایالات متحده بود.
نسخه ویژه آن در رده‌بندی بهترین بازی سال ۲۰۰۶ که توسط گیم‌اسپای تهیه می‌شد در رده ۹ام جای گرفت، و به خاطر کم‌کردن درجه سختی بازی تحسین شد. یا به مفهوم دیگر حالت مکان خونی و امکان استفاده از ورژیل در بازی تحسین شده‌بود.
از نسخه کامپیوتر آن به‌طور گسترده به علت اینکه از راهنمای پلی‌استیشن ۲ استفاده می‌کرد ایراد می‌گرفتند*. دیگر نقدها از بازی به خاطر کنترل نامناسب، نبود حالت ذخیره در بازی که باعث می‌شد هنگام مرگ کاربر از اول مرحله بازی را شروع کند و لودینگ‌های طولانی اشکال گرفتند.

## دیگر نسخه‌ها
به دنبال انتشار شیطان هم می‌گرید ۳ کپ‌کام محصولات تجاری دیگری با نام شیطان هم می‌گرید منتشر ساخت مانگا که توسط ساگارو چایاماچی و انتشار یافته توسط توکیوپاپ در آمریکای شمالی، و طراحی شده توسط رولتچ. یک کتاب منبع با نام "Devil May Cry 3 Material Archive - Note of Naught" در سال ۲۰۰۶ انتشار داد، محتوی یک دی‌وی‌دی که تولیدات منتشرنشده‌ای مانند تریلر، نسخه پلی‌استیشن همراه داشت و داستان بازی بود. موسیقی متن بازی در سه سی‌دی در ۳۱ مارس ۲۰۰۵ کمی بعد از انتشار بازی منتشر شد، تهیه‌کنندگی تولید این سی‌دی با تتسویا شیباتا و کنتو هازگوا بود. موسیقی متن بازی در سبک هوی متال بود و توسط فردی به نام مک‌پرسن نوشته و اجرا شده بود، ملودی‌های دیگر توسط فردی به نام دیوید بیکر اجرا شد.

### نسخه ویژه

جلد نسخه ویژه

در سال ۲۰۰۵ و در توکیو گیم شو کپ‌کام، نسخه ویژه شیطان هم می‌گرید را معرفی نمود که شامل تغییراتی در گیم‌پلی، محتویات بیشتر بازی و امکان بازی کردن با ورژیل بود و مرحله‌ای به آن اضافه می‌شد تحت عنوان مکان خونی که ۹۹۹۹ مرحله داشت و گیم‌پلی متعادل‌تر و ۲۰ درصد سریع‌تر بود.
ورژیل فقط یک حالت به نام قاتل تاریک داشت که البته قابلیت ارتقاء داشت و چهار اسلحه که شامل یاماتو (که یک کتانا است)، نوعی دستکش زرهی به نام بیوولف که جزو سلاح‌های دانته هم بود و شمشیر پدرش اسپاردا که همراه یاماتو در مبارزه استفاده می‌کرد، و روح شمشیر اسپاردا که برای مبارزه از راه دور به مانند سلاح‌های گرم دانته عمل می‌کرد.
یک غول‌آخر جدید به نام دلقک نیز به بازی اضافه شد. در نسخه اصلی این دلقک فقط در دموها حضور داشت اما در نسخه ویژه این شخصیت تبدیل به غول‌آخری نیمه اختیاری می‌شد که اگر یک‌بار می‌توانستید او را بکشید دیگر نیازی به کشتن او نبود ولی می‌توانید تا چهار بار با او بجنگید.
شیطان هم می‌گرید ۳: نسخه ویژه در ۲۴ ژانویه ۲۰۰۶ با قیمت ۱۹٫۹۹$ به عنوان یکی از بازی‌هایی که در لیست بهترین بازی‌های پلی‌استیشن ۲ قرار دارد منتشر شد. بعداً تأیید شد نسخهٔ پلی‌استیشن ۲ این بازی در اروپا نیز منتشر خواهد شد.
در ۱ فوریه ۲۰۰۶ یوبی‌سافت اعلام کرد که نسخه مخصوص به کامپیوتر آن را توسط استودیوی سورس نکست طراحی کرده‌است. نسخه کامپیوتر ابتدا برای اروپای‌ها منتشر گردید، حتی قبل از اینکه نسخه ویژه در آن منطقه برای پلی‌استیشن ۲ عرضه گردد، در ۲۸ ژوئن ۲۰۰۶ منتشر گردید. نسخهٔ آمریکای شمالی نیز در ۱۶ اکتبر ۲۰۰۶ منتشر شد. این بازی در ۳۰ ژوئن ۲۰۰۶ در ژاپن عرضه شد.
در اروپا نسخهٔ پلی‌استیشن ۲ در ۲۹ سپتامبر ۲۰۰۶ با قیمت ۱۴٫۹۹£ به بیرون آمد و اندکی با نسخه آمریکای شمالی آن متفاوت بود. موده ویرژیل و کاخ خونین از ابتدا در بازی باز بودند و موده توربو از بازی حذف گردیده بود.
شیطان هم می‌گرید ۳: نسخه ویژه همچنین دربرگیرنده پنجمین سالگرد مجموع سری شیطان هم می‌گرید می‌باشد، که شامل سه نسخه اولیه بازی می‌باشد.

## همسنگ‌های انگلیسی
1. ↑  Temen-ni-gru
2. ↑  missions
3. ↑  Red Orb
4. ↑  Devil Trigger
5. ↑  checkpoint
6. ↑  Trickster
7. ↑  Swordmaster
8. ↑  Gunslinger
9. ↑  Royal Guard
10. ↑  Quicksilver
11. ↑  Doppelgänger یا Fetch
12. ↑  Dark Slayer
13. ↑  Kazuma Kaneko
14. ↑  Zone of the Enders: The 2nd Runner
15. ↑  Shin Megami Tensei III: Nocturne
16. ↑  Persona
17. ↑  Hard
18. ↑  Normal
19. ↑  Bloody place
20. ↑  Bloody place
21. ↑  Jester
22. ↑  SourceNext